# Thiania jucunda
Thiania jucunda là một loài nhện trong họ Salticidae.
Loài này thuộc chi Thiania. Thiania jucunda được Tord Tamerlan Teodor Thorell miêu tả năm 1890.